# Cycas beddomei
Cycas beddomei Dyer, 1885 è una pianta appartenente alla famiglia delle Cycadaceae, endemica dell'India.
L'epiteto specifico è un omaggio al naturalista inglese Richard Henry Beddome (1830–1911).

## Descrizione
È una cicade con fusto eretto, alto sino a 2 m e con diametro di 12–23 cm.
Le foglie, pennate, lunghe circa 90 cm, sono disposte a corona all'apice del fusto e sono rette da un picciolo lungo circa 15 cm, glabro, spinescente; ogni foglia è composta da numerose paia di foglioline lanceolate, con margine revoluto, lunghe mediamente 100–174 cm e larghe 2-4 mm, di colore grigio-verde, inserite sul rachide con un angolo di 50–60°.
È una specie dioica con esemplari maschili che presentano microsporofilli disposti a formare strobili terminali di forma ovoidale, lunghi circa 30 cm e larghi 7,5 cm, di colore arancio, ed esemplari femminili con macrosporofilli lunghi 15–20 cm che si trovano in gran numero nella parte sommitale del fusto, con l'aspetto di foglie pennate dal margine spinoso, che racchiudono gli ovuli, in numero di 2.  
I semi sono grossolanamente ovoidali, lunghi 34–38 mm, ricoperti da un tegumento di colore giallo; sono privi dello strato spugnoso interno che caratterizza le altre Cycas della regione. 

## Distribuzione e habitat
L'areale della specie è ristretto ad un'unica località (Tirupati-Kadapa Hills, note in passato come Cuddapah Hills) nell'Andhra Pradesh (India orientale), a nordovest di Madras, tra i 300 e i 900 m di altitudine.

## Conservazione
La IUCN Red List classifica C. beddomei come specie in pericolo di estinzione (Endangered).

La specie è inserita nella Appendice I della Convention on International Trade of Endangered Species (CITES).